# Prisión de Kvíabryggja
La Prisión de Kvíabryggja es un centro penitenciario localizado en Islandia, fue fundado en 1954. Se utiliza para los presos que tienen una pena pendiente de 2 años o menos. Se espera que los reclusos trabajen o reciban educación y que cuiden de sí mismos la mayor parte del tiempo.